# José Garibi y Rivera

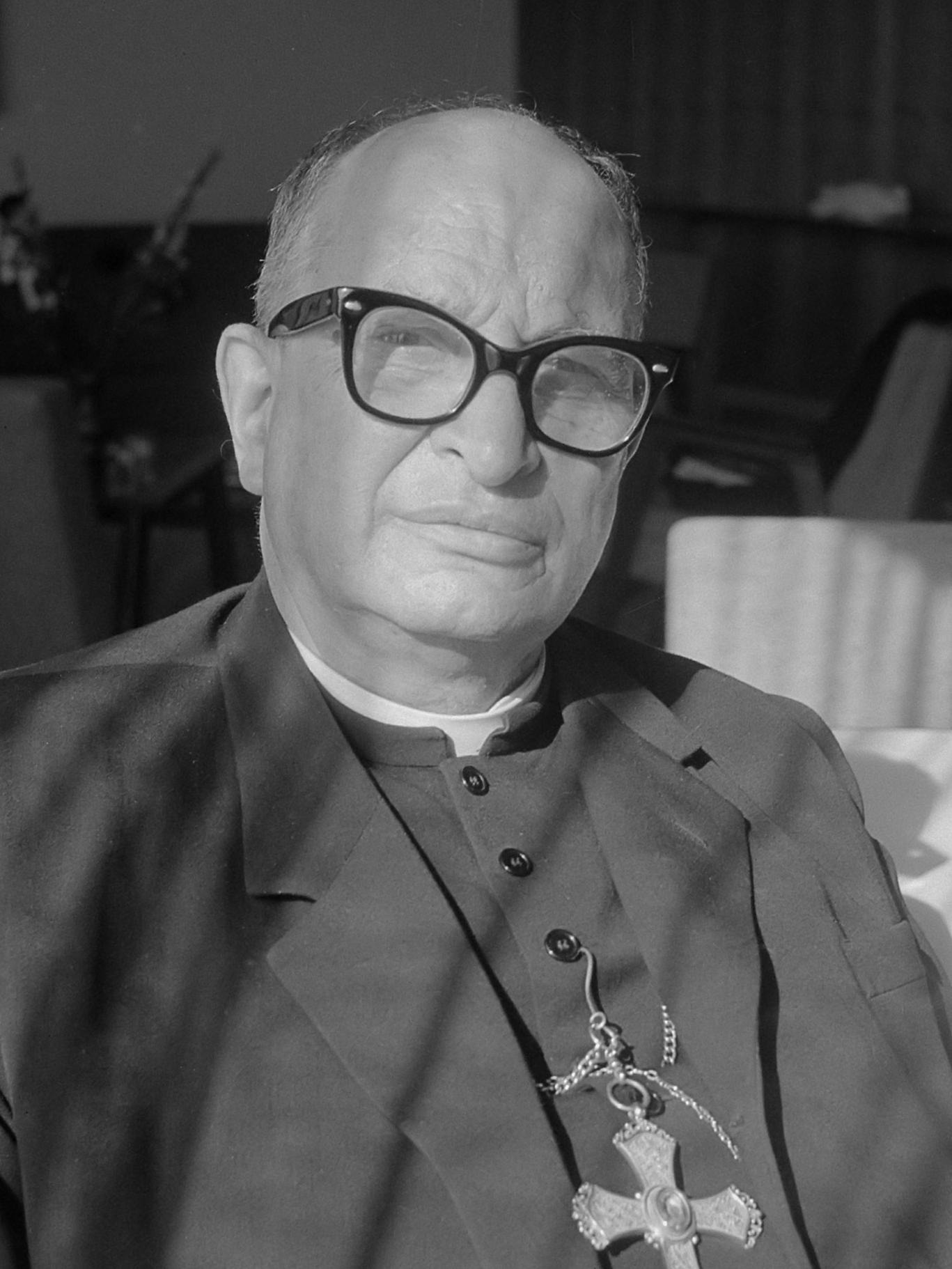
Kardinal José Garibi y Rivera (1961)

Kardinalswappen

José Kardinal Garibi y Rivera, auch als José Garibi Rivera geführt (* 30. Januar 1889 in Guadalajara, Mexiko; † 27. Mai 1972 ebenda) war ein mexikanischer Geistlicher und Erzbischof von Guadalajara.

## Leben
José Garibi y Rivera studierte in Guadalajara und an der Päpstlichen Universität Gregoriana in Rom, wo er als Alumne im Päpstlichen lateinamerikanischen Kolleg „Pius“ lebte, die Fächer Katholische Theologie und Philosophie. Er empfing am 25. Februar 1912 das Sakrament der Priesterweihe durch den Erzbischof von Guadalajara, José de Jesús Ortíz y Rodríguez, und war anschließend als Gemeindeseelsorger, Dozent und Mitarbeiter der Diözesankurie in Guadalajara tätig. Zu Beginn des Cristero-Krieges wurde er 1926 zeitweise aus politischen Gründen inhaftiert.
Am 16. Dezember 1929 ernannte ihn Papst Pius XI. zum Titularbischof von Rhosus und Weihbischof in Guadalajara. Die Bischofsweihe spendete ihm Erzbischof Francisco Orozco y Jiménez am 7. Mai des folgenden Jahres; Mitkonsekratoren waren der Bischof von San Luis Potosí, Miguel María de la Mora y Mora, und der Bischof von Zacatecas, Ignacio Placencia y Moreira. Am 22. Dezember 1934 wurde er zum Titularerzbischof von Bizya und Koadjutorerzbischof von Guadalajara ernannt. Mit dem Tod Francisco Orozco y Jiménez’ am 18. Februar 1936 folgte er diesem als Erzbischof von Guadalajara nach.
Papst Johannes XXIII. nahm José Garibi Rivera am 15. Dezember 1958 als Kardinalpriester mit der Titelkirche Sant’Onofrio in das Kardinalskollegium auf. José Garibi Kardinal Rivera nahm in den Jahren 1962 bis 1965 am Zweiten Vatikanischen Konzil und am Konklave 1963 teil. Die Leitung der Erzdiözese Guadalajara legte er 1969 aus Altersgründen nieder.
Er starb am 27. Mai 1972 in Guadalajara und wurde in der dortigen Kathedrale beigesetzt.